# Kreis Hoyerswerda
Der Kreis Hoyerswerda, sorbisch Wokrjes Wojerecy, war ein Landkreis im Bezirk Cottbus der DDR. Von 1990 bis 1995 bestand er als Landkreis Hoyerswerda im Freistaat Sachsen fort. Sein Gebiet liegt heute größtenteils im Landkreis Bautzen in Sachsen. Der Sitz der Kreisverwaltung befand sich in Hoyerswerda.

## Geographie

### Lage
Das Gebiet des ehemaligen Kreises Hoyerswerda liegt in der Oberlausitz etwa auf halbem Wege zwischen Cottbus und Dresden und wird von der Spree und der Schwarzen Elster durchflossen.

### Nachbarkreise
Der Kreis Hoyerswerda grenzte im Uhrzeigersinn im Norden beginnend an die Kreise Spremberg, Weißwasser, Niesky, Bautzen, Kamenz und Senftenberg.

## Geschichte
Bereits seit 1825 bestand in der preußischen Provinz Schlesien ein Landkreis Hoyerswerda. Nach dem Ende des Zweiten Weltkrieges fiel dieser Landkreis in die Sowjetische Besatzungszone und wurde in das Land Sachsen eingegliedert. Am 25. Juli 1952 kam es in der DDR zu einer umfassenden Kreisreform, bei der unter anderem die Länder aufgelöst wurden und durch Bezirke ersetzt wurden. Der westliche Teil des Landkreises Hoyerswerda kam zum neuen Kreis Senftenberg. Aus dem verbleibenden Teil des Landkreises wurde der Kreis Hoyerswerda gebildet, der dem neugebildeten Bezirk Cottbus zugeordnet wurde. Der Kreissitz war in der Stadt Hoyerswerda. Der Kreis zählte zum sorbischen Siedlungsgebiet.
Insbesondere durch die Expansion der Braunkohlenwirtschaft kam es seit Mitte der 1950er-Jahre zu einem im Vergleich zu den anderen Kreisen der DDR ungewöhnlich starken Bevölkerungswachstum. Im Jahr 1965 erhielt die Gemeinde Lauta das Stadtrecht, Bernsdorf wurde es drei Jahre später verliehen.
Am 17. Mai 1990 wurde der Kreis in Landkreis Hoyerswerda umbenannt. Im Zuge der Wiedervereinigung wurde der Landkreis Hoyerswerda, wie auch der Landkreis Weißwasser, durch einen Bürgerentscheid 1990 nicht wie der größte Teil des Bezirks Cottbus in das Land Brandenburg, sondern in den Freistaat Sachsen eingegliedert. Im Zuge der ersten sächsischen Kreisreform wurde der Landkreis Hoyerswerda am 1. Januar 1996 mit dem schon immer sächsischen Landkreis Kamenz zusammengeschlossen, wobei die Stadt Hoyerswerda eine kreisfreie Stadt wurde und die Gemeinde Uhyst in den Niederschlesischen Oberlausitzkreis wechselte. Durch die zweite sächsische Kreisreform gingen der Landkreis Kamenz und die Stadt Hoyerswerda am 1. August 2008 im Landkreis Bautzen auf.

### Einwohnerentwicklung
| Jahr      | 1960   | 1971    | 1981    | 1989    | 1995   |
| Einwohner | 76.167 | 107.722 | 114.340 | 109.847 | 97.673 |

## Politik

### Wappen

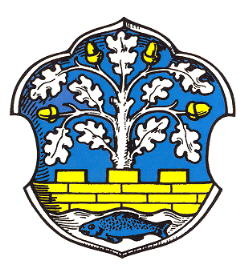
Ursprüngliches Kreiswappen

Der Landkreis übernahm 1990 das Wappen des früheren Landkreises Hoyerswerda. Dieses wurde vereinfacht und den heraldischen Regeln entsprechend angepasst und 1995, kurz vor der Auflösung des Landkreises, bewilligt.
Blasonierung:
- Ursprüngliches Wappen: Über silbernen Wellen, in denen ein blauer Fisch schwimmt, eine goldene Mauer mit drei Zinnen, über die im blauen Feld ein silberner Eichbaum mit goldenen Eicheln hervorwächst.
- Vereinfachtes Wappen: In blauem Feld auf blauem Wellenboden, worin ein silberner Fisch, eine durchgehende goldene Mauer mit drei Zinnen, aus der eine silberne Eiche hervorwächst.

Bedeutung:
Das Wappen basiert mit der goldenen, dreigezinnten Mauer auf blauem Grund auf dem Wappen der Stadt Bautzen und stellt so eine Verbindung des Kreises zur Oberlausitz her. Die Eiche ist ein Rückgriff auf das erste bekannte Siegel der Stadt Hoyerswerda, während der Fisch stellvertretend für die beiden großen Flüsse im Kreisgebiet, Spree und Schwarze Elster, steht.

## Wirtschaft
Der Kreis Hoyerswerda war stark vom Braunkohleabbau geprägt. Bedeutende Betriebe waren unter anderen:
- Braunkohletagebau Scheibe
- Braunkohletagebau Skado
- Braunkohletagebau Bluno
- Braunkohletagebau Lohsa
- Braunkohletagebau Dreiweibern
- VEB Bau- und Montagekombinat Kohle und Energie
- VEB Robotron-Elektronik Hoyerswerda
- VEB Möbelwerkstätten Hoyerswerda
- VEB Kraftverkehr Schwarze Pumpe (Sitz Hoyerswerda)
- VEB Wohnungsbaukombinat Cottbus (Sitz Hoyerswerda)
- VEB Chemiewerk Lauta
- VEB Aluminiumwerk Lauta

## Verkehr
Die Autobahn Berliner Ring–Dresden führte westlich am Kreisgebiet vorbei. Dem überregionalen Straßenverkehr dienten außerdem die F 96 von Berlin über Hoyerswerda nach Bautzen sowie die F 97 von Dresden über Hoyerswerda nach Cottbus.
Das Kreisgebiet war durch die Eisenbahnstrecken Hoyerswerda–Bautzen, Hoyerswerda–Spremberg–Cottbus sowie Falkenberg–Hoyerswerda–Horka in das Eisenbahnnetz der DDR eingebunden.

## Bevölkerungsdaten der Städte und Gemeinden

### Gebietsänderungen im Kreis (DDR)
| Datum      | TGS (1969)                  | Gemeinde                    | Änderung                    | TGS (1969)                  | aufnehmende Gemeinde         |
| ---------- | --------------------------- | --------------------------- | --------------------------- | --------------------------- | ---------------------------- |
| 01.01.1957 |                             | Bärwalde                    | Eingliederung in            | 060827                      | Merzdorf                     |
| 01.01.1957 |                             | Brischko                    | Eingliederung in            | 060846                      | Wittichenau                  |
| 01.01.1957 |                             | Driewitz                    | Eingliederung in            | 060824                      | Litschen                     |
| 01.01.1957 | Friedersdorf                |                             | Eingliederung in            | 060824                      | Litschen                     |
| 01.01.1957 |                             | Klein Neida                 | Eingliederung in            | 060814                      | Hoyerswerda, Stadt           |
| 01.01.1957 | Kühnicht                    |                             | Eingliederung in            | 060814                      | Hoyerswerda, Stadt           |
| 01.01.1957 |                             | Lieske                      | Eingliederung in            |                             | Neudorf/Spree, Kreis Bautzen |
| 01.01.1957 |                             | Neudorf/Spree               | Umgliederung                | 120153                      | Neudorf/Spree, Kreis Bautzen |
| 01.01.1957 |                             | Schöpsdorf                  | Eingliederung in            | 060827                      | Merzdorf                     |
| 01.07.1961 |                             | Scado †                     | Eingliederung in            | 060809                      | Geierswalde                  |
| 01.01.1969 | amtliche Einführung des TGS | amtliche Einführung des TGS | amtliche Einführung des TGS | amtliche Einführung des TGS | amtliche Einführung des TGS  |
| 01.07.1970 | 060810                      | Groß Partwitz †             | Eingliederung in            | 060816                      | Klein Partwitz               |
| 01.05.1974 | 060807                      | Drehna                      | Eingliederung in            | 060842                      | Uhyst                        |
| 01.05.1974 | 060823                      | Lippen                      | Eingliederung in            | 060842                      | Uhyst                        |
| 01.05.1974 | 060829                      | Mortka                      | Eingliederung in            | 060824                      | Litschen                     |
| 01.01.1978 | 060815                      | Keula                       | Eingliederung in            | 060846                      | Wittichenau                  |
| 01.01.1978 | 060827                      | Merzdorf †                  | Eingliederung in            | 060842                      | Uhyst                        |
| 01.01.1978 | 060827                      | Merzdorf, Ortsteil Bärwalde | Neubildung                  | 060849                      | Bärwalde                     |
| 01.01.1978 | 060833                      | Riegel                      | Eingliederung in            | 060844                      | Weißkollm                    |

### Eintritt 1990
Bevölkerungsübersicht aller 44 Gemeinden des Kreises, die 1990 in das wiedergegründete Land Sachsen kamen.
| TGS    | AGS      | Gemeinde, Gmejna (Sorbisch)                    | Einwohner       | Einwohner         | Fläche (ha)       | heutige Gemeinde | Landkreis |
| TGS    | AGS      | Gemeinde, Gmejna (Sorbisch)                    | 3. Oktober 1990 | 31. Dezember 1990 | 31. Dezember 1990 | heutige Gemeinde | Landkreis |
| ------ | -------- | ---------------------------------------------- | --------------- | ----------------- | ----------------- | ---------------- | --------- |
| 060849 | 14034490 | Bärwalde, Bjerwałd                             | 193             | 194               | 1.417             | Boxberg/O.L.     | Görlitz   |
| 060801 | 14034010 | Bernsdorf, sorbisch Njedźichow                 | 5.346           | 5.294             | 1.624             | Bernsdorf        | Bautzen   |
| 060802 | 14034020 | Bluno, Bluń                                    | 508             | 507               | 1.379             | Elsterheide      | Bautzen   |
| 060803 | 14034030 | Bröthen, Brětnja                               | 894             | 892               | 1.104             | Hoyerswerda      | Bautzen   |
| 060804 | 14034040 | Burg, Bórk                                     | 215             | 215               | 1.770             | Spreetal         | Bautzen   |
| 060805 | 14034050 | Burghammer, Bórkhamor                          | 945             | 951               | 1.805             | Spreetal         | Bautzen   |
| 060806 | 14034060 | Dörgenhausen, Němcy                            | 549             | 547               | 546               | Hoyerswerda      | Bautzen   |
| 060808 | 14034080 | Dubring, Dubrjenk                              | 116             | 120               | 325               | Wittichenau      | Bautzen   |
| 060809 | 14034090 | Geierswalde, Lejno                             | 260             | 260               | 2.047             | Elsterheide      | Bautzen   |
| 060811 | 14034110 | Groß Särchen, Wulke Ždźary                     | 1.138           | 1.121             | 1.027             | Lohsa            | Bautzen   |
| 060812 | 14034120 | Hermsdorf/Spree, Hermanecy                     | 317             | 315               | 1.736             | Lohsa            | Bautzen   |
| 060813 | 14034130 | Hoske, Hózk                                    | 380             | 379               | 776               | Wittichenau      | Bautzen   |
| 060814 | 14034140 | Hoyerswerda, Wojerecy                          | 65.442          | 64.888            | 2.011             | Hoyerswerda      | Bautzen   |
| 060816 | 14034160 | Klein Partwitz, Bjezdowy                       | 184             | 188               | 1.655             | Elsterheide      | Bautzen   |
| 060817 | 14034170 | Knappenrode, Hórnikecy                         | 1.055           | 1.043             | 989               | Hoyerswerda      | Bautzen   |
| 060818 | 14034180 | Koblenz, Koblicy                               | 366             | 371               | 541               | Lohsa            | Bautzen   |
| 060819 | 14034190 | Kotten, Koćina                                 | 352             | 356               | 776               | Wittichenau      | Bautzen   |
| 060820 | 14034200 | Laubusch, Lubuš                                | 3.214           | 3.202             | 1.073             | Lauta            | Bautzen   |
| 060821 | 14034210 | Lauta, Łuty                                    | 8.378           | 8.324             | 1.668             | Lauta            | Bautzen   |
| 060822 | 14034220 | Leippe, Lipoj                                  | 1.258           | 1.256             | 1.364             | Lauta            | Bautzen   |
| 060824 | 14034240 | Litschen, Złyčin                               | 784             | 776               | 1.983             | Lohsa            | Bautzen   |
| 060825 | 14034250 | Lohsa, Łaz                                     | 2.059           | 1.099             | 3.206             | Lohsa            | Bautzen   |
| 060826 | 14034260 | Maukendorf, Mučow                              | 306             | 309               | 567               | Wittichenau      | Bautzen   |
| 060828 | 14034280 | Mönau, Manjow                                  | 245             | 237               | 1.061             | Boxberg/O.L.     | Görlitz   |
| 060830 | 14034300 | Nardt, Narć                                    | 274             | 271               | 857               | Elsterheide      | Bautzen   |
| 060831 | 14034310 | Neustadt, Nowe Město                           | 392             | 390               | 4.616             | Spreetal         | Bautzen   |
| 060832 | 14034320 | Neuwiese, Nowa Łuka                            | 610             | 605               | 2.144             | Elsterheide      | Bautzen   |
| 060834 | 14034340 | Sabrodt, Zabrod                                | 312             | 315               | 942               | Elsterheide      | Bautzen   |
| 060835 | 14034350 | Schwarzkollm, Čorny Chołmc                     | 539             | 537               | 3.034             | Hoyerswerda      | Bautzen   |
| 060836 | 14034360 | Seidewinkel, Židźino                           | 383             | 385               | 3.442             | Elsterheide      | Bautzen   |
| 060837 | 14034370 | Sollschwitz, Sulšecy                           | 375             | 377               | 896               | Wittichenau      | Bautzen   |
| 060838 | 14034380 | Spohla, Spale                                  | 260             | 254               | 862               | Wittichenau      | Bautzen   |
| 060839 | 14034390 | Spreewitz, Sprjejcy                            | 652             | 654               | 2.744             | Spreetal         | Bautzen   |
| 060840 | 14034400 | Steinitz, Šćeńca                               | 358             | 349               | 974               | Lohsa            | Bautzen   |
| 060841 | 14034410 | Tätzschwitz, Ptačecy                           | 444             | 437               | 926               | Elsterheide      | Bautzen   |
| 060842 | 14034420 | Uhyst, Delni Wujězd                            | 1.084           | 1.075             | 3.510             | Boxberg/O.L.     | Görlitz   |
| 060843 | 14034430 | Wartha, Stróža                                 | 435             | 431               | 565               | Königswartha     | Bautzen   |
| 060844 | 14034440 | Weißkollm, Běły Chołmc                         | 948             | 935               | 3.033             | Lohsa            | Bautzen   |
| 060845 | 14034450 | Wiednitz, Wětnica                              | 1.287           | 1.275             | 1.594             | Bernsdorf        | Bautzen   |
| 060846 | 14034460 | Wittichenau, Kulow                             | 3.410           | 3.415             | 2.320             | Wittichenau      | Bautzen   |
| 060847 | 14034470 | Zeißholz, Ćisow                                | 415             | 415               | 975               | Bernsdorf        | Bautzen   |
| 060848 | 14034480 | Zeißig, Ćisk                                   | 501             | 510               | 953               | Hoyerswerda      | Bautzen   |
| 060800 | 14034000 | Landkreis Hoyerswerda, krajny wokrjes Wojerecy | 87.545          | 86.834            | 42.154            | ––––––           | ––––––    |

1990 umfasste der Kreis 4 Städte und 42 Gemeinden.

### Gebietsveränderungen im Landkreis
| Datum           | AGS                                | Gemeinde                           | Änderung                           | AGS                                | aufnehmende Gemeinde               |
| --------------- | ---------------------------------- | ---------------------------------- | ---------------------------------- | ---------------------------------- | ---------------------------------- |
| 1. Juli 1993    | 14034220                           | Leippe                             | Namensänderung in                  | 14034220                           | Leippe-Torno                       |
| 1. Oktober 1993 | 14034030                           | Bröthen                            | Eingliederung in                   | 14034140                           | Hoyerswerda, Stadt                 |
| 1. Januar 1994  | 14034470                           | Zeißholz                           | Eingliederung in                   | 14034010                           | Bernsdorf, Stadt                   |
| 1. Januar 1994  | 14034040                           | Burg                               | Eingliederung in                   | 14034050                           | Burghammer                         |
| 1. Januar 1994  | 14034170                           | Knappenrode                        | Eingliederung in                   | 14034140                           | Hoyerswerda, Stadt                 |
| 1. Januar 1994  | 14034120                           | Hermsdorf/Spree                    | Zusammenschluss zu                 | 14034250                           | Lohsa                              |
| 1. Januar 1994  | 14034240                           | Litschen                           | Zusammenschluss zu                 | 14034250                           | Lohsa                              |
| 1. Januar 1994  | 14034250                           | Lohsa                              | Zusammenschluss zu                 | 14034250                           | Lohsa                              |
| 1. Januar 1994  | 14034400                           | Steinitz                           | Zusammenschluss zu                 | 14034250                           | Lohsa                              |
| 1. Januar 1994  | 14034440                           | Weißkollm                          | Zusammenschluss zu                 | 14034250                           | Lohsa                              |
| 1. Januar 1994  | 14034490                           | Bärwalde                           | Zusammenschluss zu                 | 14034250                           | Lohsa                              |
| 1. Januar 1994  | 14034370                           | Sollschwitz                        | Umgliederung in                    | 14035450                           | Oßling, Landkreis Kamenz           |
| 1. Januar 1994  | 14034370                           | Sollschwitz                        | Umgliederung in                    | 14034460                           | Wittichenau, Stadt                 |
| 1. Januar 1994  | 14034080                           | Dubring                            | Eingliederung in                   | 14034460                           | Wittichenau, Stadt                 |
| 1. Januar 1994  | 14034130                           | Hoske                              | Eingliederung in                   | 14034460                           | Wittichenau, Stadt                 |
| 1. Januar 1994  | 14034190                           | Kotten                             | Eingliederung in                   | 14034460                           | Wittichenau, Stadt                 |
| 1. Januar 1994  | 14034260                           | Maukendorf                         | Eingliederung in                   | 14034460                           | Wittichenau, Stadt                 |
| 1. März 1994    | 14034280                           | Mönau                              | Eingliederung in                   | 14034420                           | Uhyst                              |
| 1. August 1994  | Kreisschlüsseländerung 14034→14095 | Kreisschlüsseländerung 14034→14095 | Kreisschlüsseländerung 14034→14095 | Kreisschlüsseländerung 14034→14095 | Kreisschlüsseländerung 14034→14095 |

#### Kreisschlüsseländerung 1. August 1994
| Gemeinden | Gemeinden | Gemeinden |
| --- | --- | --------- |
| - 14034010 → 14095010 Bernsdorf, Stadt - 14034020 → 14095020 Bluno - 14034050 → 14095030 Burghammer - 14034060 → 14095040 Dörgenhausen - 14034090 → 14095050 Geierswalde - 14034110 → 14095060 Groß Särchen - 14034140 → 14095070 Hoyerswerda, Stadt - 14034160 → 14095080 Klein Partwitz - 14034180 → 14095090 Koblenz - 14034200 → 14095100 Laubusch - 14034210 → 14095110 Lauta, Stadt - 14034220 → 14095120 Leippe-Torno - 14034250 → 14095130 Lohsa - 14034300 → 14095140 Nardt | - 14034310 → 14095150 Neustadt - 14034320 → 14095160 Neuwiese - 14034340 → 14095170 Sabrodt - 14034350 → 14095180 Schwarzkollm - 14034360 → 14095190 Seidewinkel - 14034380 → 14095200 Spohla - 14034390 → 14095210 Spreewitz - 14034410 → 14095220 Tätzschwitz - 14034420 → 14095230 Uhyst - 14034430 → 14095240 Wartha - 14034450 → 14095250 Wiednitz - 14034460 → 14095260 Wittichenau, Stadt - 14034480 → 14095270 Zeißig |           |

| Datum             | AGS                                | Gemeinde                           | Änderung                           | AGS                                | aufnehmende Gemeinde               |
| ----------------- | ---------------------------------- | ---------------------------------- | ---------------------------------- | ---------------------------------- | ---------------------------------- |
| 1. Januar 1995    | 14095200                           | Spohla                             | Eingliederung in                   | 14095260                           | Wittichenau, Stadt                 |
| 1. Juli 1995      | 14095020                           | Bluno                              | Neubildung von                     | 14095045                           | Elsterheide                        |
| 1. Juli 1995      | 14095050                           | Geierswalde                        | Neubildung von                     | 14095045                           | Elsterheide                        |
| 1. Juli 1995      | 14095080                           | Klein-Partwitz                     | Neubildung von                     | 14095045                           | Elsterheide                        |
| 1. Juli 1995      | 14095140                           | Nardt                              | Neubildung von                     | 14095045                           | Elsterheide                        |
| 1. Juli 1995      | 14095160                           | Neuwiese                           | Neubildung von                     | 14095045                           | Elsterheide                        |
| 1. Juli 1995      | 14095170                           | Sabrodt                            | Neubildung von                     | 14095045                           | Elsterheide                        |
| 1. Juli 1995      | 14095190                           | Seidewinkel                        | Neubildung von                     | 14095045                           | Elsterheide                        |
| 1. Juli 1995      | 14095220                           | Tätzschwitz                        | Neubildung von                     | 14095045                           | Elsterheide                        |
| 1. Oktober 1995   | 14095060                           | Groß Särchen                       | Neubildung von                     | 14095095                           | Knappensee                         |
| 1. Oktober 1995   | 14095090                           | Koblenz                            | Neubildung von                     | 14095095                           | Knappensee                         |
| 1. Oktober 1995   | 14095240                           | Wartha                             | Neubildung von                     | 14095095                           | Knappensee                         |
| 31. Dezember 1995 | Kreisschlüsseländerung 14095→14295 | Kreisschlüsseländerung 14095→14295 | Kreisschlüsseländerung 14095→14295 | Kreisschlüsseländerung 14095→14295 | Kreisschlüsseländerung 14095→14295 |

### Auflösung 1996
| AGS      | Gemeinde                              | Einwohner         | Fläche (ha)       | AGS (neu) | Landkreis                           |
| AGS      | Gemeinde                              | 31. Dezember 1995 | 31. Dezember 1995 | AGS (neu) | Landkreis                           |
| -------- | ------------------------------------- | ----------------- | ----------------- | --------- | ----------------------------------- |
| 14295010 | Bernsdorf, Stadt, sorbisch Njedźichow | 5.572             | 2.598,51          | 14292020  | Westlausitz-Dresdner Land           |
| 14295030 | Burghammer, Bórkhamor                 | 1.256             | 3.575,27          | 14292535  | Westlausitz-Dresdner Land           |
| 14295040 | Dörgenhausen, Němcy                   | 568               | 546,02            | 14292105  | Westlausitz-Dresdner Land           |
| 14295045 | Elsterheide, Halštrowska Hola         | 3.377             | 13.390,06         | 14292110  | Westlausitz-Dresdner Land           |
| 14295070 | Hoyerswerda, Stadt, Wojerecy          | 58.667            | 4.107,59          | 14264000  | Hoyerswerda, krfr. Stadt            |
| 14295095 | Knappensee, Hórnikečanski Jězor       | 1.889             | 2.133,32          | 14292240  | Westlausitz-Dresdner Land           |
| 14295100 | Laubusch                              | 2.953             | 1.073,56          | 14292270  | Westlausitz-Dresdner Land           |
| 14295110 | Lauta, Stadt                          | 7.090             | 1.667,81          | 14292290  | Westlausitz-Dresdner Land           |
| 14295120 | Leippe-Torno                          | 1.358             | 1.363,73          | 14292300  | Westlausitz-Dresdner Land           |
| 14295130 | Lohsa, Łaz                            | 4.564             | 12.193,74         | 14292320  | Westlausitz-Dresdner Land           |
| 14295150 | Neustadt, Nowe Město                  | 403               | 4.616,50          | 14292535  | Westlausitz-Dresdner Land           |
| 14295180 | Schwarzkollm, Čorny Chołmc            | 644               | 3.034,05          | 14264000  | Hoyerswerda, krfr. Stadt            |
| 14295210 | Spreewitz, Sprjejcy                   | 610               | 2.743,96          | 14292535  | Westlausitz-Dresdner Land           |
| 14295230 | Uhyst, Delni Wujězd                   | 1.298             | 4.642,52          | 14284420  | Niederschlesischer Oberlausitzkreis |
| 14295250 | Wiednitz                              | 1.281             | 1.593,58          | 14292590  | Westlausitz-Dresdner Land           |
| 14295260 | Wittichenau, Stadt, Kulow             | 5.429             | 6.223,01          | 14292600  | Westlausitz-Dresdner Land           |
| 14295270 | Zeißig, Ćisk                          | 714               | 950,66            | 14264000  | Hoyerswerda, krfr. Stadt            |

Durch Eingemeindungen und Zusammenschlüsse sank die Zahl der Gemeinden nach 1990 bis zur Auflösung des Kreises 1996 auf 17, darunter vier Städte und die zwei neu gebildeten Gemeinden Elsterheide (Halštrowska Hola) und Knappensee (Hórnikečanski Jězor).
Durch die im Kreisgebiet aufgeschlossenen Tagebaue wurden zahlreiche Orte wie zum Beispiel Scado (niedersorbisch Škodow) abgebaggert.

## Kfz-Kennzeichen
Den Kraftfahrzeugen (mit Ausnahme der Motorräder) und Anhängern wurden von etwa 1974 bis Ende 1990 dreibuchstabige Unterscheidungszeichen, die mit den Buchstabenpaaren ZJ, ZK und ZT begannen, zugewiesen. Die letzte für Motorräder genutzte Kennzeichenserie war ZZ 00-01 bis ZZ 99-99.
Anfang 1991 erhielt der Landkreis das Unterscheidungszeichen HY. Es wurde bis zum 31. März 1996 ausgegeben. Seit dem 9. November 2012 ist es aufgrund der Kennzeichenliberalisierung im Landkreis Bautzen erhältlich.